# Carré de Bray
Le carré de Bray est un fromage du pays de Bray, surtout produit dans la région de Gournay-en-Bray. Il est identifié comme un fromage typique de Normandie,.

## Présentation
C’est un fromage triple crème à base de lait cru à pâte fraîche, de 40 % de matières grasses, d’un poids moyen de 110 grammes, qui se présente sous forme d’un carré de 7 cm de côté, après une période d’affinage presque inexistante. Il est le plus souvent emballé dans de la feuille d'aluminium quand il est commercialisé.